# Claudine Bazubagira
Claudine Bazubagira (* ca. 1996) ist eine ruandische Sitzvolleyballspielerin.

## Sportliche Karriere
Bazubagira spielt in der ruandischen Sitzvolleyball-Nationalmannschaft.  Diese qualifizierte sich 2016 erstmals für die Paralympischen Spiele in Rio de Janeiro. Es war zudem die erste Teilnahme einer Frauenmannschaft aus Subsahara-Afrika, blieb jedoch erfolglos. Auch für die darauffolgenden Parlamypischen Spiele, die 2020 bzw. wegen der COVID-19-Pandemie erst 2021 in Tokio stattfanden, konnte sich die ruandische Nationalmannschaft erneut qualifizieren. Dort erreichten sie unter ihrem ägyptischen Trainer Mossad Rashad den siebten Platz und konnten ihr erstes siegreiches Spiel bei den Paralympics verzeichnen. Für die erfolgreichen Qualifikationen 2016 und 2020 hatte jeder Athlet zudem jeweils drei Millionen Ruanda-Francs (ca. 2024 €) erhalten. Im Januar 2024 gewann die Mannschaft im Finale gegen Kenia das dritte Mal ParaVolley Africa und qualifizierte sich für die Paralympischen Sommerspiele 2024 in Paris.

## Privates
Bazubagiras linkes Bein ist gelähmt. Sie hat vier Kinder.